# The Blech
The Blech war eine deutsche Fusionband, die um Hubl Greiner und Rupert Volz von 1985 bis 1996 bestand. In ihrer Musik versuchte die Band eine Synthese aus Avantgarde-Rock, Versatzstücken von Brecht / Weill, Jazzstrukturen, Dadaismus und (manchmal) hintergründigen Texten.

## Geschichte
Die Band wurde wegen ihrer Vorlieben für absurde Sprachspielereien mit einer selbst entwickelten Lautsprache rasch ein Insider-Tipp. Ihr erstes Album widmete sie Hugo Ball. Ihnen ging es nach eigener Aussage darum, „Gewohnheiten zu brechen, um Phantasieräume zu schaffen“. Auch musikalisch passten ihre „oft lärmend kakophonischen, orientalisch angehauchten, von Free-Jazz-Splitterklängen, New Yorker Tanzrhythmen und Nonsens-Texten durchzogenen“ Songs in keine Schublade.
The Blech tourte 12 Jahre durch Westeuropa, Nord- und Südamerika, Kanada, Japan, die Ostblockstaaten, Russland und Sibirien. Die Gruppe trat bei Rock-, Punk-, Jazz- und Neue-Musik-Festivals ebenso auf wie (mit Joachim Krebs und Tilman Küntzel) bei den Internationalen Ferienkursen für Neue Musik in Darmstadt. Sowohl 1987 als auch 1992 wurde sie auf die documenta eingeladen.

## Diskographie
- The Blech (LP, Heute 1985, mit Hendrik Weissmann, Eckehard Reinbacher, Klaus Burger, Mike Robertson)
- Zip Zip (LP, Heute 1987)
- Ich wollte meine Schuhe zerschneiden (LP/CD, Heute 1989, mit Edgar Hofmann, Zé Eduardo Nazário, Stephan Lamby)
- Liebeslieder (CD, Jaro 1992)
- 85-91 (CD, Jaro 1992, Kompilation)